# La Concordia, Veracruz
La Concordia är en ort i Mexiko.   Den ligger i kommunen Tatatila och delstaten Veracruz, i den sydöstra delen av landet, 220 km öster om huvudstaden Mexico City. La Concordia ligger 1 776 meter över havet och antalet invånare är 106.
Terrängen runt La Concordia är bergig åt nordväst, men åt sydost är den kuperad. Runt La Concordia är det ganska tätbefolkat, med 120 invånare per kvadratkilometer. Närmaste större samhälle är Las Vigas, 15,3 km söder om La Concordia. I omgivningarna runt La Concordia växer i huvudsak städsegrön lövskog.